# Puchar Le Mata

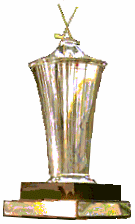
Puchar Le Mata

Puchar Le Mata (szw. Le Mat-pokalen) – nazwa pucharu przyznawanego za zdobycie mistrzostwa w szwedzkich rozgrywkach hokeja na lodzie Elitserien. Otrzymuje go drużyna zdobywająca jednocześnie mistrzostwo kraju.
Został ustanowiony w 1926. Nazwa trofeum pochodzi od ojca założyciela szwedzkich rozgrywek, Raoula Le Mata, który był darczyńcą pucharu wspólnie z wytwórnią filmową Metro-Goldwyn-Mayer.
Na przestrzeni lat trofeum było modyfikowane wizualnie. Współcześnie ma 52 cm wysokości i waży 3,34 kg.
Pierwotny puchar został skradziony w latach 50. XX wieku. Obecny egzemplarz jest kopią wykonaną przez jubilera z Uppsali (Juvelerare Markström).